# Cristian Toro
Cristian Isaac Toro Carballo (29 de abril de 1992) é um canoísta de velocidade espanhol, campeão olímpico.

## Carreira
Cristian Toro representou seu país na Rio 2016 ganhou a medalha de ouro no prova do K2-200m ao lado de Saúl Craviotto.